# آشاغی خلج، سالیان
آشاغی‌خلج (به ترکی آذربایجانی: Aşağı Xələc، هم‌اکنون ینی‌کند Yenikənd) یک منطقه مسکونی در جمهوری آذربایجان است که در شهرستان سالیان واقع شده‌است. آشاغی خلج ۲۱۱۰ نفر جمعیت دارد.

## دین
در مسجد جامع آشاغی‌خلج یک هیئت مذهبی وجود دارد.